# Anzegizel
Ansegisel, tudi Ansgise, Ansegus ali Anhises, je bil sin škofa Arnulfa in njegove žene Dode, * okoli 610, † po 657, vendar pred  679.
Bil je vojvoda (dux) in domestik merovinšjega kralja Sigiberta III. Avstrazijskega. Malo pred letom 679 ga je v rodbinskem sporu ubil njegov nasprotnik Gundevin. Njegovi potomci so preko Pipina Herstalskega postali frankovski kralji in vladarji celega Karolinškega  cesarstva.

## Družina
Po letu 635 se je poročil  z Bego, hčerko Pipina Landenskega. Z njo je imel tri otroke:
- Pipina Herstalskega (635 ali 640 – 16. december 714), dvornega majordoma Avstrazije,
- Martina Herstalskega in
- Klotildo Herstalsko (650–699), poročeno s Teoderikom III. Nevstrijskim.

## Vir
- Christian Settipani (1989). Les ancêtres de Charlemagne.